# دوري كرة القدم الغربي 1979–80
دوري كرة القدم الغربي 1979–80 (بالإنجليزية: 1979–80 Western Football League)‏ هو موسم من دوري كرة القدم الغربي ‏. فاز فيه Barnstaple Town F.C. ‏.